# Rianne Guichelaar
Rianne Dorian Guichelaar, född 16 augusti 1983 i Enschede, är en nederländsk vattenpolospelare. Hon ingick i Nederländernas landslag vid olympiska sommarspelen 2008.
Guichelaar tog OS-guld i damernas vattenpoloturnering i samband med de olympiska vattenpolotävlingarna 2008 i Peking. Hennes målsaldo i turneringen var ett mål.